# Bikini (James Patterson)
Bikini è un romanzo poliziesco dello scrittore statunitense James Patterson che lo ha scritto in collaborazione con Maxine Paetro. È uscito in contemporanea mondiale in tutto il mondo nel 2009.

## Trama
Sullo splendido sfondo delle isole Hawaii si sta consumando un delitto raccapricciante. Kim, una bellissima top model americana viene torturata e assassinata da un sadico, tale Henri Benoit. Per la stampa è una notizia da prima pagina, e uno dei reporter è un ex poliziotto, Ben Hawkins, che è stato estromesso dal dipartimento anni prima. Ben non ha perso il suo istinto di segugio e inizia ad indagare, con la collaborazione della famiglia di Kim, sulla scomparsa della giovane. Quando anche i genitori della giovane vengono uccisi, e Ben viene contattato direttamente dall'assassino, le cose diventano per lui davvero inquietanti: il signor Benoit, che lo segue e lo controlla, chiede a Ben di scrivere un romanzo sulla sua vita, raccontando della sua prigionia in Iraq e sugli omicidi commessi dietro pagamento. Emergono particolari terribili sui delitti commessi da Benoit, sempre su donne, che si intrecciano a un gruppo di voyeur e a snuff movie veri e propri. Il racconto è scritto direttamente da Ben, con la collaborazione di una voce esterna che narra le imprese di Benoit. Il finale, contrariamente ai classici di James Patterson, non chiude la vicenda con il classico lieto fine, ma piuttosto con interrogativi aperti.